# Мезере, Франсуа Эд де
Франсуа Эд де Мезере (1610—1683) — французский историк, историограф.

## Биография
Сын врача Эд, только позднее принял фамилию Мезере. Получив блестящее образование, явился в Париж искать счастья и нашел себе покровителя в лице Вокелена Дезивето, бывшего наставника Людовика XIII, который выхлопотал ему место военного комиссара.
Спустя несколько лет Мезере оставил эту прибыльную должность и задумал обширный труд по истории Франции, украсив его портретами королей из «France métallique» Жака де Виё и снабдив дополнениями академика Бодуэна (кратким перечнем замечательных деяний и характеристикой каждого французского короля).
Первый том «Histoire de France» (1640), в котором говорится о происхождении французской национальности, полон крупных недостатков. Уже одно то обстоятельство, что Мезере не пользовался латинскими источниками, значительно вредит исторической ценности его труда. При этом, книга имела чрезвычайный успех: автора считали величайшим историком Франции, Ришельё назначил ему пенсию.
Для продолжения истории Мезере были открыты все архивы. Второй том вышел в 1646 году, третий — в 1651 году. В 1649 году Академия приняла его в число своих членов. «Histoire de France» — самое капитальное произведение Мезере; она не лишена известных внешних достоинств (стиль, остроумные характеристики и др.).
Примкнув к Фронде, Мезере выпустил, под именем Sandricour массу памфлетов и мазаринад: «Procès du cardinal Mazarin, tire de greffe de la cour», «Préparatifs de la descente du cardinal Mazarin aux enfers», «Ruine des Mazarins, antimazarins et amphibies», «Tres-humbles remontrances des trois Etats, présentée à Sa Majesté pour la convocation des états généraux», «Sentiments de la France sur l’éloignement du cardinal Mazasarin» и др.
Позже Мезере решил составить сокращение своей «Histoire de France», с синоптическим обозрением истории других народов. В действительности, он написал новую книгу, составленную по тем же самым материалам, которые были им собраны для «Hisioire de France». «Abrégé de l’histoire de France» имело громадный успех. Первое его издание вышло в 1668 г. и было тотчас же переведено на английский и немецкий языки.
В этом новом труде Мезере можно найти довольно много неточностей. Замечателен в нём дух оппозиции финансовому режиму того времени, за что Мезере был лишен Кольбером пенсии. В ответ на это Мезере написал, но не издал «Histoire de la maltôte».
Мезере своими трудами сыграл видную роль во французской историографии. Несмотря на все успехи, сделанные исторической наукой, книга Мезере, как живой памятник XVII в. сохраняет свой интерес. Литературное наследство Мезере досталось Национальной библиотеке, в которой хранится много его рукописей в том числе «Anecdotes» и тетрадь под заглавием: «Pensées d’un solitaire sur la cause et la fin des choses». На площади в Кане поставлена Мезере статуя работы Leharivel-Durocher.